# Bảo tàng Kashubian Franciszek Treder ở Kartuzy

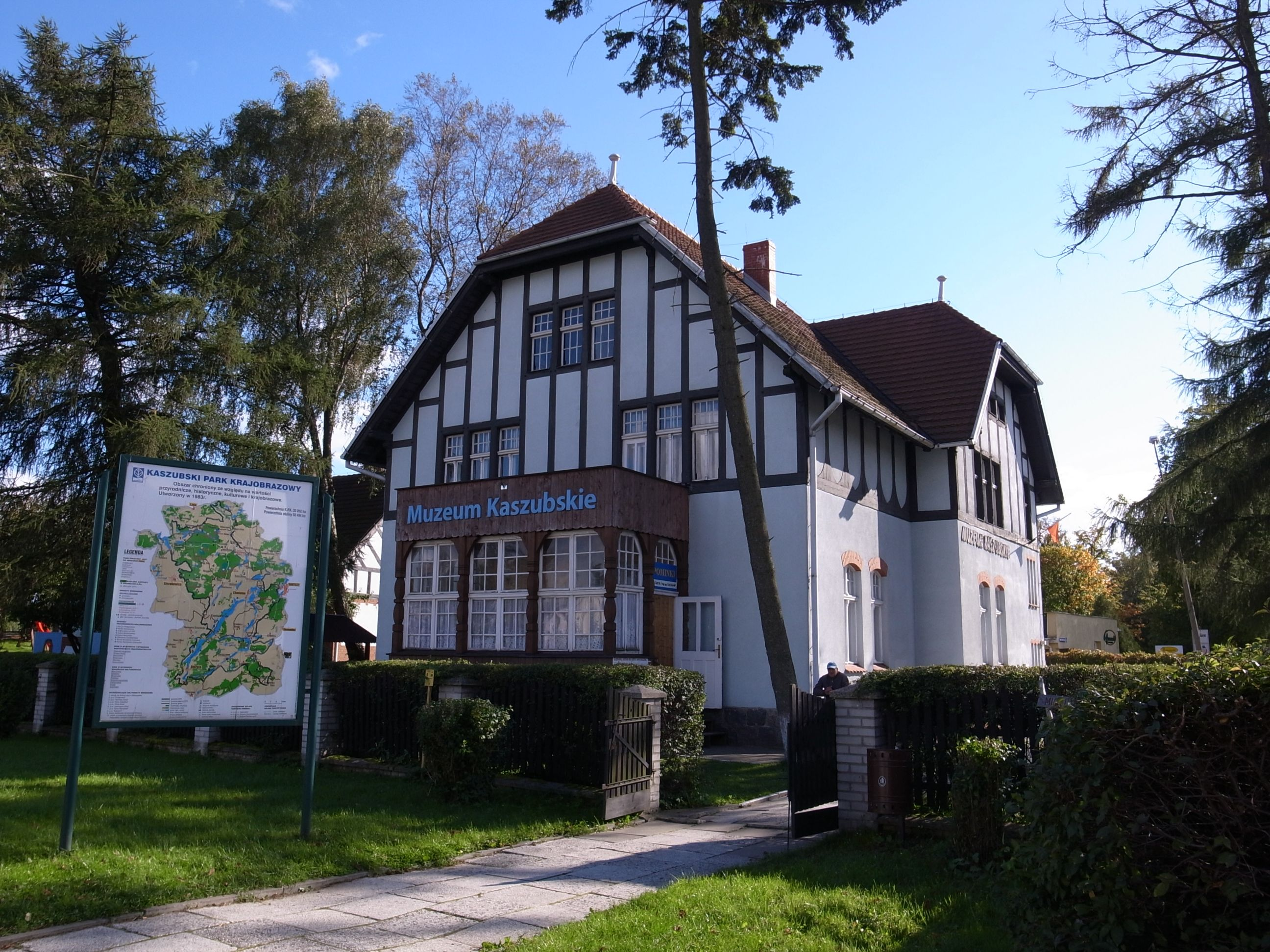
Bảo tàng Kashubian Franciszek Treder ở Kartuzy

Bảo tàng Kashubian Franciszek Treder ở Kartuzy (tiếng Ba Lan: Muzeum Kaszubskie im. Franciszka Tredera w Kartuzach) là một bảo tàng tọa lạc tại số 1 Phố Kościerska, Kartuzy, Ba Lan. Phương châm hoạt động của Bảo tàng là thu thập và triển lãm các hiện vật có liên quan đến Kashubia và các dân tộc sinh sống ở đó. Bảo tàng đã được nhập vào Sổ đăng ký Bảo tàng Nhà nước.

## Lược sử hình thành
Ý tưởng thành lập Bảo tàng đã được nảy sinh từ trước Chiến tranh thế giới thứ hai, nhưng sự bùng phát của chiến tranh khiến ý định này chưa được thực hiện. Sau chiến tranh, Bảo tàng Kashubian Franciszek Treder ở Kartuzy được thành lập vào ngày 1 tháng 5 năm 1947 theo khởi xướng của Franciszek Treder. Hội những người yêu thích Bảo tàng Kashubian Aleksander Majkowski ở Kartuzy đã đóng góp công lao đáng kể trong việc tổ chức Bảo tàng.
Ngày 1 tháng 1 năm 1950, Bảo tàng Kashubian Franciszek Treder ở Kartuzy được quốc hữu hóa. Ngày 15 tháng 4 năm 1986, trụ sở của Bảo tàng được nhập vào Sổ đăng ký di tích trong sổ đăng ký của tỉnh Pomorskie, số đăng ký là 961.

## Triển lãm
Bảo tàng Kashubian Franciszek Treder ở Kartuzy hiện đang sở hữu một bộ sưu tập dân tộc học phong phú và một bộ sưu tập các nhạc cụ dân gian phổ biến ở Kashubia.